# 이영표
이영표(李榮杓, 1977년 4월 23일 ~ )는 대한민국의 전 축구 선수이다. 현역 시절 포지션은 수비수였다. 현재 KBS 축구 해설위원과 풋웨어 스타트업 삭스업의 대표이사이다.

## 생애
강원도 홍천군 내면 창촌리 출생으로 창촌초등학교(전학), 안양초등학교, 안양중학교, 안양공업고등학교, 건국대학교를 졸업하였다. 반짝이는 눈을 묘사해서 흔히 '초롱이'라는 별명으로 불린다. 빠른 스피드로 인하여 '바람'이라는 별명을 얻기도 했으며 한 때에 경기도 군포시 금정동에 '이영표길' 이 생겼었다.
2000년 K리그 올스타전 당시에 자책골을 기록하였고, 현재까지도 유일한 기록으로 남아있다.

## 클럽 경력
2000년 드래프트 1순위로 안양 LG 치타스 (현 FC 서울)에 입단해 프로로 데뷔하여, 그 해 K리그 우승과 2001년 K리그 준우승, 2002년 아시안 클럽 챔피언십 준우승에 큰 공헌을 하였다.
2002년 FIFA 월드컵 이후 월드컵에서 대한민국 축구 국가대표팀 감독을 맡았던 거스 히딩크를 따라 2003년 1월 네덜란드 에레디비시로 진출해 PSV 에인트호번에 6개월 임대된 후, 완전 이적하였다. PSV 에인트호번에서 초반부터 좋은 활약을 펼쳤고, 특유의 성실함까지 더해져 유럽에서도 인정받는 풀백으로 성장했다. 특히, 2004-05 시즌 UEFA 챔피언스리그에서 박지성과 함께 대한민국 선수 최초로 4강에 진출하였고, 그 과정에서 큰 공헌을 하였다.
이후 유럽 빅리그의 러브콜이 이어졌고, 결국 2005년 8월 잉글랜드 프리미어리그의 토트넘 홋스퍼로 이적하였다. 이적 후 두 시즌 동안 팀 내 붙박이 주전으로 활약하며 좋은 모습을 보여주었다, 2006년 측면 수비수의 영입을 노리던 이탈리아의 명문 AS 로마의 제의를 받아 합의가 끝난 상황에서 개인적인 이유로 이탈리아행을 막판에 거부를 하면서 논란을 일으켰다. 이후 2007-08 시즌 중반 이영표를 영입한 마틴 욜 감독이 떠나고 토트넘 홋스퍼에 새로 부임한 후안데 라모스 감독이 가레스 베일, 앨런 허튼, 크리스 건터, 지우베르투 등의 풀백 요원들을 영입하면서 점차 기회를 잡지 못했고 전력 외 선수로 분류되며 힘든 시기를 보냈다.
시즌 종료 후, 친정팀인 PSV 에인트호번으로의 복귀설이 대두되기도 하였으나 성사되지 못하였고, 결국, 2008년 8월 28일 독일 분데스리가의 보루시아 도르트문트로의 이적이 확정되어 새 팀에서 새로운 출발을 하였다. 이적 후 특유의 성실함으로 좋은 모습을 보여주었지만, 2008-09 시즌 중반 부상을 입은 뒤 기존의 주전 풀백이었던 데데가 부상에서 복귀하면서 점차 기회를 잡지 못했고 리그 막바지에는 거의 출전하지 못하였다.
이후, 2009년 7월 사우디아라비아 프리미어리그의 알힐랄로 이적하였다. 2011년 알힐랄에서 선수 경력을 마감하고 K리그 여름 이적 시장에서 친정팀인 FC 서울이 복귀를 전격적으로 요청하였지만 은퇴 후 스포츠 비즈니스와 행정쪽으로 진로를 고심한 끝에 거절하고2011년부터 메이저 리그 사커의 밴쿠버 화이트캡스 FC에서 뛰었으며 2013년 10월 28일 선수 은퇴를 하였다. 현역 선수 경력의 마지막 팀인 밴쿠버 화이트캡스 FC에서 2013년 10월 28일 시즌 최종전에서 공식적인 은퇴식을 가졌고 그 후 2013년 11월 15일 대한민국과 스위스와의 경기에서 또 한번 은퇴 행사를 가지고 마지막으로 친정팀인 FC 서울에서 은퇴 행사를 가졌다.

## 국가대표팀 경력
1999년 6월 12일, 코리아컵에서 멕시코와의 경기로 A매치 데뷔전을 치렀다. 2002년 FIFA 월드컵에서 대한민국 대표팀으로 활약하였다. 특히, 예선 3차전 포르투갈전의 박지성의 골과 16강전 이탈리아전의 안정환의 골을 어시스트하며 자신의 실력을 세계에 알렸다.
2002년 아시안 게임에 이운재, 김영철과 함께 와일드카드로 선발되었다. 그러나 아시안 게임에 출전한 이영표는 준결승 이란전에서 승부차기까지 갔는데 이영표가 찬 공은 아쉽게 골대를 맞았다. 이 한 번의 실축으로 인하여 대한민국은 이란에게 패해 3위 결정전으로 가게 되어 거기서 태국을 이기고 동메달을 획득했다.
2008년 11월 20일, 사우디아라비아와의 2010년 FIFA 월드컵 아시아 지역 최종 예선에서 A매치 100경기 출장으로 대한민국의 선수들 중 7번째로 센추리 클럽에 가입하였다.
2010년 6월 2010년 FIFA 월드컵에 국가대표로 출전했고, 4경기 모두 뛰며, 풀백으로써의 능력을 아낌없이 보여줬다.
2011년 1월에 개최된 2011년 AFC 아시안컵에 출전하여, 6경기 모두 뛰며, 대한민국 최고의 풀백으로써의 능력을 보여주었다. 마지막 경기를 통하여 A매치 127회라는 역대 대한민국 축구 국가 대표팀 3번째로 많은 출장 기록을 보유한 채 국가대표팀에서 은퇴하였다.

## 행정가 경력
2020년 12월 8일 강원 FC 대표이사에 내정되었다는 보도가 있었다. 강원 FC는 12월 22일 강원체육회관에서 주주총회와 이사회를 열고 이영표 내정자를 새 대표이사로 선임했다. 2021년 1월 1일부터 2년간 강원 FC의 대표이사로 공식 선임되었다.

## 플레이 스타일
재치있는 순간 돌파와 화려한 드리블, 스피드, 개인기, 순발력을 갖춘 전천후 선수이고, 대한민국 축구 국가대표팀 내에서 체력 테스트 최고점을 받을 정도로 누구에게도 뒤지지 않는 '무쇠 체력'을 자랑한다. 공격시 상대 측면을 파고 들어가는 폭발적인 돌파력은 이미 유럽 무대에서 증명되기도 했다.
이영표의 진가는 좌·우측 풀백 포지션 중 어느 쪽을 맡겨도 충실히 소화해 낼 수 있는 자질과 결정적 상황에서 공수에 걸쳐 전혀 예상치 못했던 활약을 해낼 수 있는 축구 감각에 있다. 특히 이영표의 개인기는 한국축구사에 있어서 보기드문 재능으로 상대팀으로부터 반칙을 얻어오며 세트피스 찬스를 만들어 주고 여러 가지로 팀에 많은 보탬이 되는 선수이다.

## 포지션 논란
이영표는 본래 오른발잡이지만, 축구 선수 경력의 대부분을 왼쪽에서 뛰게 된다. 처음에 왼쪽에서 뛰게 된 이유는 확실치 않으나, 이로 인해 이영표의 위치에 관해 많은 논란이 일어왔다. 가장 큰 논란 중의 하나는, 크로스의 정확성이 부족하다는 것이며, 특히 오른발잡이라서 왼발 크로스가 부족하다는 점이다. 특히 토트넘 홋스퍼 FC의 팬들 사이에서 많은 논란거리가 되어왔다. 2002년 FIFA 월드컵에서 크로스로 올린 두 개의 어시스트(대 포르투갈 박지성 골, 대 이탈리아 안정환 골)는 모두 오른발이었고, 정적인 상황이었다.
2008년 3월 26일, 허정무 감독이 이끄는 대한민국 축구 국가대표팀의 2010년 FIFA 월드컵 아시아 지역 3차 예선 북한과의 경기에 왼쪽 수비수로 선발 출장하며 활발한 오버래핑과 적극적인 공수 가담을 보여주었다. 보루시아 도르트문트로 이적한 뒤로는 왼쪽 풀백과 오른쪽 풀백을 번갈아 가며 출전하였다.

## 경력 통계

### 클럽
※ 마지막 업데이트: 2013년 10월 27일.

※ 정규리그 기록만 기재 (각국 FA컵, 리그컵, 대륙별 대회 기록 미포함)
| 시즌          | 팀                   | 국가           | 리그                        | 출장 | 골 |
| ------------- | -------------------- | -------------- | --------------------------- | ---- | -- |
| 2000          | 안양 LG 치타스       | 대한민국       | K리그                       | 15   | 2  |
| 2001          | 안양 LG 치타스       | 대한민국       | K리그                       | 22   | 0  |
| 2002          | 안양 LG 치타스       | 대한민국       | K리그                       | 23   | 1  |
| 02/03         | PSV 에인트호번       | 네덜란드       | 에레디비시                  | 15   | 0  |
| 03/04         | PSV 에인트호번       | 네덜란드       | 에레디비시                  | 26   | 0  |
| 04/05         | PSV 에인트호번       | 네덜란드       | 에레디비시                  | 31   | 1  |
| 05/06         | PSV 에인트호번       | 네덜란드       | 에레디비시                  | 3    | 0  |
| 05/06         | 토트넘 홋스퍼        | 잉글랜드       | 프리미어 리그               | 31   | 0  |
| 06/07         | 토트넘 홋스퍼        | 잉글랜드       | 프리미어 리그               | 21   | 0  |
| 07/08         | 토트넘 홋스퍼        | 잉글랜드       | 프리미어 리그               | 18   | 0  |
| 08/09         | 보루시아 도르트문트  | 독일           | 분데스리가                  | 18   | 0  |
| 09/10         | 알힐랄               | 사우디아라비아 | 사우디아라비아 프리미어리그 | 22   | 0  |
| 10/11         | 알힐랄               | 사우디아라비아 | 사우디아라비아 프리미어리그 | 24   | 0  |
| 2012          | 밴쿠버 화이트캡스 FC | 캐나다         | 메이저 리그 사커            | 33   | 1  |
| 2013          | 밴쿠버 화이트캡스 FC | 캐나다         | 메이저 리그 사커            | 32   | 0  |
| 정규리그 합계 | 정규리그 합계        | 정규리그 합계  | 정규리그 합계               | 334  | 5  |

## 해설가 경력
이영표는 은퇴 이후 2014년 FIFA 월드컵에서 KBS의 해설위원을 담당했는데 거의 대부분의 경기결과를 적중시켜서 사람들을 놀라게 했다. 점수는 일부 적중시키지 못하기도 했으나 승패 결과는 대한민국 대 알제리, 브라질 대 독일 준결승전과, 아르헨티나 대 독일 결승전을 제외하고 모두 맞혔다.

### 예측
- 스페인은 한 물 갔다. 아마도 이번 대회는 많이 어려울거 같다.
  - 이영표의 예측대로 스페인은 네덜란드에게 1-5로 기록적인 대패를 당했으며 한 수 아래인 칠레에게 마저도 패하고 역대 월드컵 역사상 디펜딩 챔피언으로서 가장 먼저 조별리그 탈락을 확정지었다.
- 코트디부아르가 일본에게 2:1로 승리할 것이다.+디디에 드로그바가 투입되는 순간부터 코트디부아르의 공격이 살아날 것이다. (일본이 1:0으로 앞선 상황)지금으로부터 10분안에 코트디부아르가 골을 넣는다면 역전 승을 거둘 수 있다.
  - 디디에 드로그바가 투입되고 코트디부아르의 공격이 매서워졌다. 이영표가 10분 안에 골을 넣어야 한다고 말한 후반 10분으로부터 10분 뒤, 후반 21분 코트디부아르의 동점골이 나왔고 1분 뒤, 추가 골이 나오면서 코트디부아르가 상대적으로 우세하다고 판단되던 일본에게 2:1로 승리한다.
- 이탈리아가 잉글랜드에게 2:1로 승리할 것이다.
  - 이탈리아가 전반 35분에 클라우디오 마르키시오가 넣고 2분 후 잉글랜드의 대니얼 스터리지가 동점골을 허용했다. 이 후 후반 5분에 마리오 발로텔리가 역전골을 넣으며 2:1로 이탈리아가 승리를 거두었다.
- 이근호선수가 경기의 핵심이 될 것이다.+중, 장거리 슛을 많이 때려야 한다. 러시아의 이고리 아킨페예프선수가 아직 공에 적응하지 못해 정확히 잡아내지 못하고 있다.
  - 이근호선수가 날린 장거리 슛이 이고리 아킨페예프선수의 실수로 득점으로 연결된다.
- 칠레가 스페인을 이길 가능성이 조금 더 높다. 한 6:4 정도의 비율로 칠레가 우세하다.
  - 칠레가 스페인을 2-0으로 이겼다. 참고로 이 예언은 월드컵이 개최되기 한 달 전에 한 것이다.[25]
- 대한민국이 2:1로 알제리를 이길 것이다. 손흥민이 일을 낼 것이다.
  - 월드컵 관련 예언 중 빗나간 3가지 예언 중 하나이자 조별리그에서는 유일하게 빗나갔다. 대한민국은 첫 경기였던 러시아전 라인업과 전술을 그대로 들고 나오는 오판을 저질러 3:0이라는 굴욕적인 전반전을 마치고 후반전에 4:2로 패하였다.
  - 하지만 손흥민은 만회골을 넣고 구자철의 2번째 골 성공에 기여하였다.
- 콜롬비아와 일본의 경기는 일본이 콜롬비아에게 일방적으로 밀린 끝에 분패를 당하게 될 것이다.
  - 정말로 콜롬비아는 라다멜 팔카오가 제외되었음에도 불구하고 잭슨 마르티네스, 하메스 로드리게스 등을 내세워서 일본을 상대로 압승을 거두었다.
- 일본은 16강 못 간다. 일본이 16강에 갈 확률은 20% 밖에 안 된다.
  - C조에서는 콜롬비아 혼자만 압도적이고 나머지 세 팀은 물고 물리는 혈투를 벌였는데 이 와중에 그리스가 어부지리로 16강에 진출했으며 일본은 조 꼴찌로 탈락했다.[26]
- 브라질은 16강에서 아주 고전할 것이며 1-1로 간 뒤 승부차기까지 가는 진통 끝에 8강에 갈 것이다.
  - 칠레를 상대로 브라질은 헐크의 부진으로 인하여 진짜로 승부차기까지 가서 겨우 이기고 8강에 진출했다. 게다가 이영표는 점수까지 적중했다.[27]
- 프랑스가 나이지리아를 2-0으로 이기지 않을까 싶다.
  - 프랑스의 승리는 물론이고 점수까지 적중했다.[28]
- 프랑스와 독일이라...알제리전에서 호되게 당한 독일은 머리를 싸매고 공부할 것이다. 그런 독일을 상대하기엔 프랑스는 아직은 부족하다.
  - 독일이 프랑스를 이기고 준결승에 안착했다.[29]
- 벨기에가 지금 황금세대이지만 상대가 아르헨티나라면 4년 후를 기약해야 할 것 같다. 치고 받고를 계속 하겠지만 아무래도 월드컵 우승을 해 본 팀과 그렇지 않은 팀의 대결이라면 누가 유리할지는 뻔할 것이다.
  - 아르헨티나가 곤살로 이과인의 부드러운 터닝슛으로 골을 넣었고 그게 결승골이 되었다.[30]
- 결승은 브라질과 아르헨티나가 붙을 것.
  - 월드컵 토너먼트 관련 예언 중 유일하게 빗나간 예언이다. 브라질은 독일과의 준결승전에서 1-7로 굴욕적인 대패를 당하였다.
  - 하지만 아르헨티나는 네덜란드를 승부차기 끝에 격침시키고 결승에 안착했다. 부분적으로는 적중했다. 결과적으로 아르헨티나와 독일은 월드컵 역사상 3번째로 결승에서 맞붙게 되었다.
- 2014년 FIFA 월드컵의 우승국은 아르헨티나가 될 것이다. 리오넬 메시가 무서워도 너무 무섭게 활약하고 있다.[31]
  - 그러나 우승은 독일이 차지했다. 독일의 결승골은 연장 후반에 마리오 괴체의 발 끝에서 나왔다.

## 사생활
종교는 개신교이다. 다녔었던 교회는 경기도 군포시 영광교회를 다녔었다.
배우자로는 장보윤, 자녀로는 딸 이하엘, 이다엘, 이나엘이 있다.
아르헨티나 축구 국가대표팀의 팬이며 특히 앙헬 디 마리아를 매우 좋아한다.

## 경력 목록

### 클럽
- 2000년 ~ 2002년  안양 LG 치타스
- 2003년 ~ 2005년  PSV 에인트호번
- 2005년 ~ 2008년  토트넘 홋스퍼 FC
- 2008년 ~ 2009년  보루시아 도르트문트
- 2009년 ~ 2011년  알힐랄
- 2011년 ~ 2013년  밴쿠버 화이트캡스 FC

### 국가대표팀
- 2000년 하계 올림픽 대표
- 2000년 AFC 아시안컵 대표
- 2001년 FIFA 컨페더레이션스컵 대표
- 2002년 FIFA 월드컵 대표
- 2004년 AFC 아시안컵 대표
- 2006년 FIFA 월드컵 대표
- 2010년 FIFA 월드컵 대표
- 2011년 AFC 아시안컵 대표

### 은퇴 이후
- 2014년 FIFA 월드컵 KBS 축구해설위원
- 2015년 AFC 아시안컵 KBS 축구해설위원
- 2016년  밴쿠버 화이트캡스 FC 앰버서더
- 2018년 FIFA 월드컵 KBS 축구해설위원
- 2021년 1월 ~ 2022년 12월 강원 FC 대표이사

## 수상 내역
| 선수 클럽 FC 서울 (前 안양 LG 치타스) K리그1 ● 우승 (1) : 2000 ● 준우승 (1) : 2001 ● 4위 (1) : 2002 리그컵 ● 3위 (2) : 2000 아 , 2002 슈퍼컵 ● 우승 (1) : 2001 AFC 챔피언스리그 ● 준우승 (1) : 2001-02 PSV 에인트호번 에레디비시 ● 우승 (2) : 2002-03 , 2004-05 ● 준우승 (1) : 2003-04 KNVB컵 ● 우승 (1) : 2004-05 ● 3위 (1) : 2002-03 요한 크라위프 스할 ● 우승 (1) : 2003 ● 준우승 (1) : 2005 토트넘 홋스퍼 FC EFL컵 ● 우승 (1) : 2007-08 알힐랄 FC 사우디 프로리그 ● 우승 (2) : 2009-10, 2010-11 사우디 크라운 프린스컵 ● 우승 (2) : 2010, 2011 밴쿠버 화이트캡스 FC 캐나다 챔피언십 ● 준우승 (2) : 2012, 2013 국가대표팀 대한민국 FIFA 월드컵 ● 4위 (1) : 2002 AFC 아시안컵 ● 3위 (2) : 2000 , 2011 CONCACAF 골드컵 ● 4위 (1) : 2002 아시안 게임 축구 ● 동메달 (1) : 2002 개인 1995년 KBS배 추계 축구선수권대회 MVP 수상 2001년 K리그1 베스트 11 df 선정 2002년 자황컵 체육대상 남자 최우수상 수상 2002년 체육훈장 맹호장 수훈 2008년 FIFA 센추리 클럽 가입 2012년 밴쿠버 화이트캡스 FC 올해의 선수 선정 |

- 2024년 SBS 연예대상 특별상

## 방송 출연
- 2014년 KBS2 《우리동네 예체능》- 축구편 출연
- 2014년 KBS2 《해피투게더 시즌 3》- 게스트 출연
- 2018년 KBS1 《인간극장 아버지의 기적》 -  다큐 출연
- 2020년 KBS 2TV 《날아라 슛돌이 - 뉴 비기닝》- 감독
- 2020년 SBS 《 정글의 법칙 in 코론》
- 2020년 KBS 2TV <축구 야구 말구>
- 2021년 SBS TV <골 때리는 그녀들> 1대 fc액셔니스타 감독 2대 fc개벤져스 감독 3대 fc아나콘다 감독 맡음 골 때리는 그녀들 올스타전 감독 및 선수 제5회 슈퍼리그 챌린지리그 해설위원 및 한일전 1.2차전 한국팀 감독 맡음 다음주 4월 30일 부터 fc구척장신 감독 맡는다
- 2025년 ea sport fc 온라인 <오프더볼> mc
- 2025년 KBS 2TV <뽈룬티어> 선수 및 감독 맡고 있다.
- 2025년 MBN <뛰어야 산다> 지누션 의 션 과 함께 감독 맡고 있다.
- 2025년 KBS 스포츠 <hot다리 영표 전술의 재발견> MC

## CF
- 2005년/2010년 하나은행 (Fest.지진희)
- 2006년 하나카드
- 2006년 SK텔레콤 (Fest.박지성)
- 2006년 서울우유협동조합
- 2010년 나이키
- 2010년 한국마사회
- 2010년 경기도청 경기도청 전국체육대회
- 2014년 동국대학교
- 2014년 한국야쿠르트 헬리코박터 프로젝트 윌
- 2017년 피파 온라인 3
- 2025년 후디스 아미노포텐

## 어록
- 축구팬 여러분께서 이번 월드컵에서 스페인의 몰락을 목격하실 것이다.(2014년 5월 22일 KBS2 따봉월드컵 방송중에서)
- 머리는 일본이 이길 것이라 했지만 마음은 코트디부아르를 응원해서 2대 1로 코트디부아르 승리라고 썼습니다.(2014년 6월 15일 일본 vs 코트디부아르 중계중)
- 월드컵은 경험하는 자리가 아니라 증명하는 자리입니다.
- “오늘 수십년 동안 한국 교회를 대표했던, 어쩌면 존경받는 모습으로 떠날 수 있었던 한 목사의 마지막 퇴장이 비참하게 ‘세습’이라는 이름으로 끝나고 말했다”...... “분별력을 상실한 채 틀린 것을 단지 다를 뿐이라고 말하는 상실의 사람은 더더욱 되지 말자” - 목사 김삼환의 교회 부자세습을 비판하며[34]

## 같이 보기
- A매치 100경기 이상 출전한 축구 선수 명단